# Pelle Hörnmark
Per Erik Hörnmark, känd som Pelle Hörnmark, född 9 december 1962 i Norrahammars församling, Jönköpings län, är en svensk pastor samt tidigare pingstföreståndare och missionär. 
Pelle Hörnmark växte upp i Jönköping. Han har predikantpåbrå; hans farfar var evangelisten David Hörnmark (1896–1973). Pelle Hörnmark studerade till byggnadsingenjör men bytte yrkesbana sedan han haft en gudsupplevelse. Efter teologistudier och genomgången bibelskola hade han sin första församlingstjänst i Hovmantorp och Lessebo i Småland. Han blev missionär i Etiopien 1991 där han arbetade under fem år med ledarutveckling och byggnadsarbete. Under elva år var han pastor i Pingstförsamlingen i Jönköping, där han var föreståndare till 2009. 
Vid årsskiftet 2008/2009 tillträdde han som föreståndare för Pingst – fria församlingar i samverkan såväl som trossamfundet med  samma namn, då han efterträdde Sten-Gunnar Hedin som tidigare hade den rollen. I egenskap av föreståndare för Pingst i Sverige var Pelle Hörnmark en av de mest inflytelserika personligheterna inom pingströrelsen i Sverige. Han efterträddes 2016 av Daniel Alm. Efter denna roll som föreståndare för Pingst Fria Församlingar i Samverkan i Sverige, blev Pelle Hörnmark utsedd till ledare för Pingströrelserna i Europa, som heter Pentecostal European Fellowship (PEF) där han blev ordförande efter ledaruppdraget i Sverige. Han är också föreståndare i Ulriksbergskyrkan i Växjö på deltid. Pelle Hörnmark har också mottagit en medalj av kungen för sina insatser för Pingströrelsen.
Efter Daniel Alms avgång som föreståndare för Pingst i Sverige har Hörnmark blivit föreslagen att återigen ta över rollen som föreståndare för rörelsen.

## Priser och utmärkelser
- 2017: H.M. Konungens medalj, 8:e storleken i högblått band[4]